# WHO AWaRe

La Clasificación AWaRe de la OMS es un método para clasificar los antibióticos en tres grupos, en un esfuerzo por mejorar el uso apropiado de los mismos. La clasificación se basa, en el riesgo de desarrollar resistencia a los antibióticos y su importancia para la medicina. No refleja eficacia ni la fuerza del antibiótico. Va acompañado de un libro, El libro de antibióticos WHO AWaRe, que describe ciertos antibióticos y cómo utilizarlos en 34 infecciones que suelen ser comunes.
Los tres grupos son "acceso", que significa que el uso puede ser sin restricciones, "vigilar", que significa que se debe tener cuidado, y "reserva", que significa que el uso debe guardarse para casos en los que otras opciones no son posibles. La recomendación es que más del 60% de los antibióticos utilizados en un país provengan del grupo  "acceso".
La clasificación fue desarrollada por la Organización Mundial de la Salud y lanzado en el 2017. Es un aspecto de la Lista Modelo de Medicamentos Esenciales de la OMS. La clasificación a partir de 2021 abarca 258 artículos. Los desafíos en su implementación incluyen falta de conciencia, poca voluntad política y pocos recursos que actualmente existen.

## Clasificación

### Access
Los antibióticos en el grupo de "acceso" presentan un menor riesgo de resistencia a los antibióticos y suelen recomendarse como tratamientos de primera y segunda línea de infecciones. Generalmente son baratos y seguros. Deben estar fácilmente disponibles cuando sea necesario y se destacan en verde. Los antibióticos del grupo de acceso incluyen amicacina, amoxicilina, amoxicilina/ácido clavulánico, ampicilina, benzylpenicillina, cefalexina, cloramfenicol, clindamicina, doxiciclina y nitrofurantoína. Casi el 60% se puede tomar por vía oral.

### Vigilancia
Los antibióticos del grupo de "vigilancia" son típicamente antibióticos de amplio espectro con un mayor riesgo de resistencia. Generalmente sólo se recomiendan si no son posibles otras opciones. Deben utilizarse con cuidado para conservar su eficacia en los casos en que los antibióticos de "acceso" no son apropiados. Los costos también son generalmente mayores, y están destacados en amarillo. Incluidos en esta categoría son la azitromicina, varias cefalosporinas, la ciprofloxacina, la clarithromycin y la vancomicina. Aproximadamente el 40% está disponible por vía oral.

### Reserva
El grupo de "reserva" son generalmente opciones de última línea y se utilizan para las infecciones no tratables con otros antibióticos, es decir, los organismos resistentes a múltiples fármacos. Se destacan en rojo. Incluir en esta categoría son ceftazidima/avibactam, colistina, polimixina B por vía oral e inyección, y linezolid. La formulación intravenosa de la fosfomicina es de reserva mientras que la formulación oral es de vigilancia. Aproximadamente el 10% de este grupo está disponible por vía oral.

### No recomendado
Ocasionalmente se incluye un quarto grupo de antibióticos que no son recomendados.